# لیبرگ (اورگن)
لیبرگ (به انگلیسی: Leaburg) یک منطقهٔ مسکونی در ایالات متحده آمریکا است که در شهرستان لین، اورگن واقع شده‌است.